# Liriomyza tetrachaeta
Liriomyza tetrachaeta este o specie de muște din genul Liriomyza, familia Agromyzidae, descrisă de Zlobin în anul 2002.
Este endemică în Ucraina. Conform Catalogue of Life specia Liriomyza tetrachaeta nu are subspecii cunoscute.